# Klassiska involutionssatsen
Inom matematiken är klassiska involutionssatsen av Aschbacher (1977a, 1977b, 1980) ett resultat som klassificerar enkla grupper med en klassisk involution och som satisfierar vissa andra, som visar att de är mest grupper av Lie-typ över en kropp av udda karakteristik. Berkman (2001) utvidgade klassiska involutionssatsen till grupper av ändlig Morleyrang.
En klassisk involution t av en ändlig grupp G är en involution vars centraliserare har en subnormal delgrupp som innehåller t med kvartenion-Sylow 2-delgrupper.